# Паппа, Элли
Элли Паппа (греч. Έλλη Παππά; урождённая Иоанниду (греч. Ιωαννίδου); 1920 — 27 октября 2009) — греческая революционерка, переводчица

, журналистка, писательница и политическая деятельница. Сестра писательницы Дидо Сотириу. Жена Никоса Белоянниса.

## Биография
Элли Паппа родилась в Измире в 1920 году. Она была младшей из пяти детей. Во время греко-турецкого обмена населением её семья переехала в Пирей.
Элли Паппа обучалась на философском, а позже на юридическом факультете Афинского университета, однако не окончила учёбу из-за оккупации страны немецкими войсками. Она принимала участие в Сопротивлении и в это же время стала членом Коммунистической партии.
В декабре 1950 года Элли была арестована, в августе 1951 года в тюрьме она родила сына Ника. Элли приговорили к смертной казни, которую позже заменили на тюремный срок, а к новому 1964 году выпустили на свободу. После освобождения она стала членом Единой демократической левой партии. После переворота 21 апреля 1967 года её опять арестовали и сослали на остров Йиарос. В июле 1968 года Паппа была освобождена в связи с тяжёлой болезнью.
После освобождения Паппа работала журналисткой. Она умерла 27 октября 2009 года.